# كل حياتي
كل حياتي هو ألبوم الإستديو الثاني والثلاثون للمغني المصري عمرو دياب. وهو من إنتاج شركته الخاصة ناي فور ميديا التي أصدرته بشكل رسمي في 1 أكتوبر 2018. يتضمن الألبوم 13 أغنية. تعاون عمرو دياب في هذا الألبوم مع الشعراء تركي آل الشيخ، وتامر حسين، ونادر عبد الله، وأيمن بهجت قمر. ومع الملحنين عمرو مصطفى، وليد جويد، ومحمد يحيي، وأحمد الهرمي، ومحمد رحيم، ومحمد النادي. ومع الموزعين أسامة الهندي، ونادر حمدي، ومارشميلو، ونديم الشاعري، وطارق مدكور. لحن عمرو دياب أغنية واحدة من الألبوم وهي «قالك ندم». تضمن الألبوم أول تعاون بين عمرو دياب والدي جيه العالمي مارشميلو.

## عن الألبوم
احتل الألبوم المرتبة السابعة على لائحة بيلبورد 200 بالولايات المتحدة. كما احتل الصدارة في معظم البلدان العربية مثل: مصر، والسعودية، والإمارات العربية المتحدة، والأردن، والبحرين، وسلطنة عمان، وقطر. باع عمرو دياب 400 ألف نسخة من الألبوم في مصر وفي الدول العربية.

### مواعيد متخبطة
منذ بداية فصل الصيف، تداول الكثير أخبارا حول موعد طرح ألبوم عمرو دياب الجديد، مما جعل الجمهور ينتظره بشدة وشغف، خاصة بعد إعلان شركة فودافون عن اقتراب موعد طرح الألبوم في إحدى التعليقات وأن جمهور الهضبة على موعد مع ألبوم عالمي وأغاني من عالم آخر. كما روجت الشركة للألبوم "بأن الصيف لم يبدأ بعد، وسيبدأ مع نزول الألبوم، ولكنه صُدر في فصل الخريف.

### التسريب
قرر عمرو دياب هذا العام ألا يتم طرح الألبوم مرة واحدة، بل طرح عدة أغاني بشكل منفرد واحدة تلو الأخرى. ورغم ذلك في البداية تم تسريب أغنية «ده لو إتساب»، كما تم تسريب الألبوم بالكامل فور طرحه علي فودافون.

### تأجيل حفلات الساحل الشمالي
فوجئ محبو عمرو دياب خلال شهر أغسطس بأنباء تأجيل حفله بالساحل الشمالي قبل ساعات من إنطلاقه، مما أدى إلى دهشة الكثيرين. أعلن منظم الحفل وليد منصور وقتها عن سبب التأجيل، وهو دواعي أمنية.

### صفع الحارس الخاص
أحيا عمرو دياب حفلا كبيرا داخل جولف بورتو مارينا بالساحل الشمالي خلال الفترة الماضية، وخلال الحفل صعد واحد من جمهوره على المسرح ليحتضنه ويلتقط صورة معه، وبسرعة تدخل الحراس الشخصيين لدياب لمنع الشاب من الوصول إليه وإبعاده عن المسرح. لكن عمرو دياب لم يسمح بأن يتعرض هذا الشاب لأذى، وبسرعة أبعد الحراس عنه وصفع أحدهم، ووقف مع الشاب والتقط صورة معه وسط تصفيق وهتاف الجمهور، مما جعله حديث متابعي وسائل التواصل الاجتماعي لفترة، فمنهم من انتقدوه لصفع الحارس، وآخرون أشادوا بما فعله.

### مقاضاة عمرو مصطفى لمارشميلو
أعرب الملحن عمرو مصطفى عن غضبه بسبب عدم كتابة اسمه على أغنية «باين حبيت»، والتي طرحها منسق الموسيقى والموزع الموسيقي العالمي مارشميلو على قناته على يوتيوب. عقب عمرو مصطفى وقتها وقال:
أدهش هذا الأمر الكثير من محبي عمرو دياب، خاصة وأن الصحافة العالمية اهتمت بتعاونه مع مارشميلو، وعلى رأسهم مجلة بيلبورد المختصة في الأخبار الموسيقية، والتي وصفت عمرو دياب بـ«عراب موسيقى البحر المتوسط».

### ترجمة أغنية «باين حبيت» بالإنجليزية
وترجم موقع بيلبورد كلمات أغنية «باين حبيت» بالإنجليزية.

## الأغاني
حققت أغاني الألبوم أرقاما قياسية في نسب المشاهدات علي قناة يوتيوب، حيث تخطت مجمل مشاهداتها إلى أكثر من 68 مليون مشاهدة.

### ده لو إتساب
هي أول أغنية منفردة يتم طرحها من الألبوم، وحققت 12 مليون مشاهدة على يوتيوب على قناة عمرو دياب الرسمية.

### هدد
وهي الأغنية المنفردة الرابعة من الألبوم، وحققت نجاحا كبيرا منذ طرحها، حيث اقتربت نسبة مشاهدتها على يوتيوب إلى 21 مليون مشاهدة خلال شهر ونصف من طرحها. كما تحولت إلى تريند علي يوتيوب منذ بداية طرحها، حيث احتلت رقم 1 للفيديوهات الأكثر انتشاراً على يوتيوب علي مدار أسبوعين متتالين منذ إصدارها.

### يتعلموا
وهي الأغنية المنفردة الخامسة من الألبوم، وقد حققت أكثر من 12 مليون مشاهدة على موقع الفيديوهات الشهير «يوتيوب»، وذلك بعد طرحها بـ18 يوم فقط.

### باين حبيت
وهي الأغنية المنفردة السادسة من الألبوم، وحققت 3 مليون مشاهدة. وقد تعاون الهضبة في هذه الأغنية مع الدي جي العالمي مارشميلو.

### يا ساحر
والتي أحدثت ضجة كبيرة وسط جمهور عمرو دياب في وقت صدورها، حيث تخطت نسبة مشاهدتها الـ5 مليون مشاهدة خلال 4 أيام فقط من طرحها.

### كنت في بالي
والتي وصلت نسبة مشاهدتها على يوتيوب إلى أكثر من مليون و 300 ألف مشاهدة.

### أنت مغرور
والتي حققت مليون و 200 ألف مشاهدة خلال 4 أيام فقط من وقت طرحها.

### قالك ندم
والتي حققت أكثر من 700 ألف مشاهدة من وقت طرحها على يوتيوب.

### ملاك الحسن
والتي استطاعت أن تحقق ما يقرب من 3 مليون مشاهدة خلال 4 أيام فقط من طرحها.

### يا هناه
والتي حققت أكثر من مليون مشاهدة.

## قائمة الأغاني
| الرقم | الأغنية               | المدة | الكاتب        | الملحن      | الموزع       |
| ----- | --------------------- | ----- | ------------- | ----------- | ------------ |
| 1     | يا ساحر               | 3:02  | تركي آل الشيخ | عمرو مصطفى  | أسامة الهندي |
| 2     | يتعلموا               | 3:58  | تامر حسين     | عمرو مصطفى  | أسامة الهندي |
| 3     | كنت في بالي           | 3:55  | نادر عبد الله | وليد جويد   | أسامة الهندي |
| 4     | أنت مغرور             | 3:10  | أيمن بهجت قمر | محمد يحيى   | نادر حمدي    |
| 5     | باين حبيت مع مارشميلو | 2:21  | تامر حسين     | عمرو مصطفى  | مارشميلو     |
| 6     | دة لو إتساب           | 4:16  | أيمن بهجت قمر | محمد يحيى   | أسامة الهندي |
| 7     | هدد                   | 5:29  | تركي آل الشيخ | أحمد الهرمي | أسامة الهندي |
| 8     | كل حياتي              | 04:27 | تركي آل الشيخ | محمد رحيم   | نادر حمدي    |
| 9     | ملاك الحسن            | 2:48  | تركي آل الشيخ | عمرو مصطفى  | نديم الشاعري |
| 10    | قالك ندم              | 03:03 | صابر كمال     | عمرو دياب   | نادر حمدي    |
| 11    | باين حبيت             | 03:04 | تامر حسين     | عمرو مصطفى  | أسامه الهندي |
| 12    | يا هناه               | 04:46 | نادر عبد الله | محمد النادي | طارق مدكور   |
| 13    | تعالي                 | 03:22 | تامر حسين     | عمرو مصطفى  | أسامة الهندي |